# Munna maculata
Munna maculata là một loài chân đều trong họ Munnidae. Loài này được Beddard miêu tả khoa học năm 1886.